# Witchcult Today

Witchcult Today (укр. — «Відьомський культ Сьогодні») — шостий студійний альбом англійського дум-метал гурту Electric Wizard, випущений 20 листопада 2007 року.

## Інформація про альбом
Захоплення гуртом горор-фільмами і письменниками, що писали в стилі жахів, продовжується тут із піснею «Satanic Rites of Drugula», посиланням на фільм жахів Hammer Studios «Сатанинські обряди Дракули» та піснею «Dunwich» посиланням на оповідання Говарда Лавкрафта «Жахіття Данвіча»; також «Black Magic Rituals & Perversions (I. „Frisson Des Vampires“)» посилається на фільм Жана Роллена Le Frisson des Vampires (Трепет вампірів) і на персонажа італійських коміксів Зору-Вампіра. Крім того, обкладинка альбому «Witchcult Today» відредагована з плаката The Devil Rides Out і нагадує сцену з окультного трилера «Гонки з дияволом» 1975 року.
Metal Blade Records випустила обмежений тираж вінілу, який містив альбоми Witchcult Today та Black Masses 23 травня 2012 року, щоб збігтися з датою 10-го Мерілендського Deathfest.

## Відгуки критиків
Відгуки про Witchcult Today були здебільшого позитивними: Том Юрек з AllMusic написав: «У музичному плані Electric Wizard живуть у тому самому звичайному стоунер/дум/сладж світі, що й завжди».

## Список композицій
| #     | Назва                                                                        | Тривалість |
| ----- | ---------------------------------------------------------------------------- | ---------- |
| 1.    | «Witchcult Today»                                                            | 7:54       |
| 2.    | «Dunwich»                                                                    | 5:34       |
| 3.    | «Satanic Rites of Drugula»                                                   | 6:06       |
| 4.    | «Raptus»                                                                     | 2:13       |
| 5.    | «The Chosen Few»                                                             | 8:19       |
| 6.    | «Torquemada '71»                                                             | 6:42       |
| 7.    | «Black Magic Rituals & Perversions" - I. "Frisson Des Vampires" - II. "Zora» | 11:01      |
| 8.    | «Saturnine»                                                                  | 11:04      |
| 58:53 |                                                                              |            |

## Учасники запису
- Джас Оборн — гітара, вокал, ситара
- Ліз Бекінгем — гітара, орган Гаммонда
- Роб Аль-Ісса — бас
- Шон Раттер — ударні
- Усі тексти — Джас Оборн
- Вся музика — Electric Wizard
- Обкладинка — Джас Оборн
- Продюсер, зведення та проектування — Ліам Ватсон
- Мастерство: Ноель Саммервілль

## Історія випуску
| Рік  | Етикетка    | Формат       | Країна         | Розпродано | Примітки |
| ---- | ----------- | ------------ | -------------- | ---------- | --- |
| 2007 | Rise Above  | компакт-диск | Великобританія | Так        | Обмежена версія чорних дисків/фольги |
| 2007 | Rise Above  | компакт-диск | Великобританія | Ні         | Стандартний футляр для коштовностей |
| 2007 | Leaf Hound  | компакт-диск | Японія         | Ні         | Включає бонусний трек |
| 2007 | Candlelight | компакт-диск | США            | Ні         | Стандартний ювелірний футляр |
| 2007 | Rise Above  | 2LP          | Великобританія | Так        | Спеціальне «die-hard» видання; включає екранований постер і патч; обмежений тираж 500 примірників (100 фіолетових, 200 чорних/сріблястих блисків, 200 зелених) |
| 2007 | Rise Above  | 2LP          | Великобританія | Так        | Обмежений тираж 1500 копій (500 чорних, 500 прозорих, 500 срібних/сірих)                                                                                       |
| 2010 | Rise Above  | 2LP          | Великобританія | Ні         | «Black Edition» має дещо змінену обкладинку. Non-Gatefold. |